# سوني دوفال
سوني دوفال هو كاتب أغاني وكاتب وعازف قيثارة ومغني كندي، ولد في 11 ديسمبر 1972.

## وصلات خارجية
- الموقع الرسمي